# Pablo Bruna (baloncestista)
Pablo Bruna (Córdoba, Argentina, 7 de mayo de 1987) es un baloncestista argentino que juega en la posición de base para Presidente Derqui de La Liga Federal de Argentina.

## Trayectoria
Bruna se formó entre Regatas de Resistencia y Provincial de Rosario. Su carrera como profesional comenzó en San Martín de Marcos Juárez, equipo con el que ascendió al Torneo Nacional de Ascenso en 2007. 
En 2011 jugó los playoffs de la Liga B con San Isidro, ayudando al club sanfrancisqueño a coronarse campeón de la Liga B. De allí pasó a Huracán de Trelew, regresando al año siguiente a Córdoba para unirse a Instituto -club con el que ya había jugado brevemente el Campeonato Clausura de la Asociación Cordobesa de Básquetbol de 2009. 
El base se convertiría en uno de los jugadores emblema de Instituto, guiando a sus compañeros a la consagración en la temporada 2014-15 del TNA. Dejó el equipo a mediados de 2017, luego de haber jugado sus dos primera temporadas en la Liga Nacional de Básquet, la máxima categoría del baloncesto profesional argentino. 
Fue parte del proyecto Salta Basket, pero al rendir por debajo de lo que se esperaba terminó siendo cortado a mitad de temporada y remplazado por Diego Figueredo. En consecuencia migró a Chile para sumarse a Ancud, equipo que disputaba los playoffs.
Ya de regreso en su país, jugó las siguientes dos temporadas para Platense, retornando en 2020 a Córdoba pero esta vez para fichar con Atenas. Promedió allí 6.8 puntos, 4.0 rebotes y 3.3 asistencias en 27 minutos de juego por partido. 
En 2021 se incorporó a Lanús, equipo de La Liga Argentina. Al finalizar el torneo fichó con Atlético Pilar para disputar el Torneo Pre-Federal 2022. Posteriormente jugaría con el club en La Liga Argentina.
En enero de 2024 se incorporó a Presidente Derqui de La Liga Federal.

### Clubes
| Club                        | País      | Año             |
| --------------------------- | --------- | --------------- |
| San Martín de Marcos Juárez | Argentina | 2004 - 2009     |
| Instituto                   | Argentina | 2009            |
| San Martín de Marcos Juárez | Argentina | 2009 - 2011     |
| San Isidro                  | Argentina | 2011            |
| Huracán de Trelew           | Argentina | 2011 - 2012     |
| Instituto                   | Argentina | 2012 - 2017     |
| Salta Basket                | Argentina | 2017 - 2018     |
| Ancud                       | Chile     | 2018            |
| Platense                    | Argentina | 2018 - 2020     |
| Atenas                      | Argentina | 2020 - 2021     |
| Lanús                       | Argentina | 2021 - 2022     |
| Atlético Pilar              | Argentina | 2022 - 2023     |
| Presidente Derqui           | Argentina | 2024 - Presente |